# Der Braune Buch-Ring
Der Braune Buch-Ring war eine Buchgemeinschaft mit Sitz in Berlin, die 1932 gegründet wurde und von sich behauptete, „erste im nationalsozialistischen Geiste geführte Buchgemeinschaft“ zu sein. Gegen Ende des Zweiten Weltkrieges kam die Buchgemeinschaft zum Erliegen.

## Geschichte
Der Braune Buch-Ring ging 1932 aus dem Zeitgeschichte Wilhelm Andermann Verlag in Berlin hervor und hatte sich zur inhaltlichen Aufgabe gestellt, das kulturpolitische Kampfinstrument für die NSDAP zu werden. Nach eigener Aussage zählte diese Buchgemeinschaft über 10.000 Mitglieder, die für einen Jahresbetrag von 1,15 Reichsmark jährlich vier Bücher erhielten. Im Unterschied zu anderen deutschen Buchgemeinschaften sollten grundsätzlich nur Erstveröffentlichungen verlegt werden. Durch Sonderausgaben wurden später auch Werke, die in anderen Verlagen erstmals publiziert worden sind, nachgedruckt und verlegt.
Die Mitglieder der Buchgemeinschaft bekamen außerdem die zweimal monatlich erscheinende illustrierte Zeitschrift Der Braune Reiter. Die Schriftleitung dieser Zeitschrift lag in den Händen des Schriftstellers Karl Aloys Schenzinger, der 1932 in dieser Buchgemeinschaft den ersten Band Der Hitlerjunge Quex publiziert hatte.
Sitz der Buchgemeinschaft war in Berlin W 35, Lützowstraße 66.

## Erschienene Werke (Auswahl)
- Karl Aloys Schenzinger: Der Hitlerjunge Quex, 1932.
- Erich Karschies: Der Fischmeister, Berlin o. J. [1940].
- Ernst M. Mungenast: Der Zauberer Muzot. Roman (Sonderausgabe), Berlin o. J. [1940].
- Marianne Langewiesche: Königin der Meere. Roman einer Stadt, Berlin o. J. [1943].
- Paul Ritter: Drei auf der Flucht. Ein abenteuerlicher Roman aus Deutsch-Südwest, Berlin o. J. [1943].
- Erwin Herbert Rainalter: Die Geschichte meines Grossvaters. Ein Deutscher im Morgenlande. Berlin o. J. [1943].
- Friedrich Schreyvogl: Der Friedländer. Roman um Wallenstein. Berlin 1943.
- Hitler wie ihn keiner kennt
- Rotmord über München
- Parteigenosse Schmiedecke
- Weltpolitik heute
- Die Fahne der verfolgten
- Der Herrgottsbacher Schülermarsch
- Standschütze Bruggler
- Wege den Wehrlosen
- Rudolf Hess
- Baldur von Schirach
- Reichsbauernführer Darre
- Dr. Julius Lippert
- Jugend um Hitler